# Théodore Verhaegen

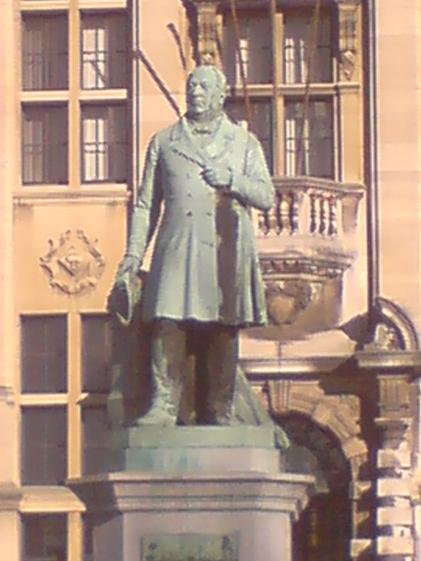
Estàtua de Théodore Verhaegen davant l'ULB

Pierre-Théodore Verhaegen (nascut el 1796 a Brussel·les i mort el 1862 a la mateixa ciutat) va ser un advocat belga i líder del Partit Liberal que va contribuir a fundar el 1846, va ser diputat, president de la Cambra i batlle de Watermael-Boitsfort. És un dels fundadors de la Universitat Lliure de Brussel·les (ULB) que va col·locar sota el signe del lliure examen. Membre de la lògia els Amics Filantrops del Grand Orient de Belgique, va ser llavors el Gran Mestre del Grand Orient de Belgique de 1854 a 1862 tot continuant sent catòlic practicant.
La Saint-Verhaegen és cada any un moment festiu intens de la vida de la Universitat Lliure de Brussel·les, té lloc el 20 de novembre, data de l'aniversari de la fundació de la universitat.
La càtedra Théodore Verhaegen, fundada el 1983 a la Universitat lliure de Brussel·les, és una càtedra de maçonologia, és l'única càtedra universitària existent consagrada a la francmaçoneria. Després d'haver estat presidida per Hervé Hasquin, la càtedra Théodore Verhaegen és actualment dirigida per Luc Nefontaine.
És enterrat al cementiri de Brussel·les, a Evere.